# APKWS

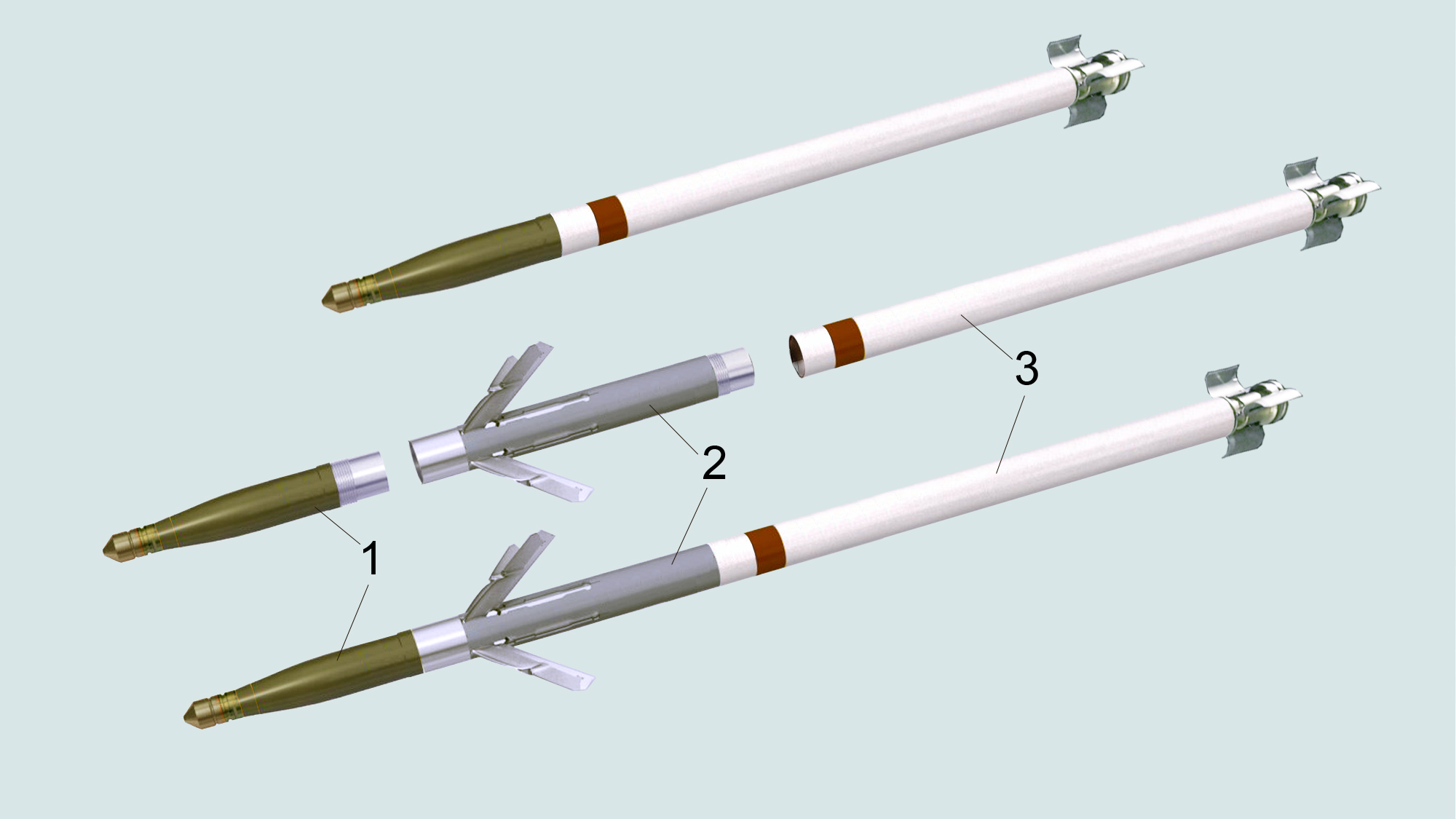
Оснащение ракеты Hydra 70 блоком наведения WGU-59/B
1. боеголовка
2. блок наведения WGU-59/B
3. двигатель ракеты
верхний рисунок — неуправляемая ракета Hydra 70
средний рисунок — составные части ракеты комплекса APKWS
нижний рисунок — управляемая ракета комплекса APKWS в сборе
Рули блока APKWS и стабилизаторы ракеты Hydra 70 показаны в разложенном, полётном положении

APKWS (англ: Advanced Precision Kill Weapon System (APKWS)) — система лазерного наведения для неуправляемых ракет Hydra 70, превращающая их в высокоточный боеприпас. Так же это название применяется в целом для ракет Hydra 70, оснащённых данной системой. Ракета APKWS имеет относительно низкую мощность, хорошо подходящую для предотвращения побочного ущерба.

## Разработка
Там, где это возможно, в системе используются существующие компоненты Hydra 70, такие как пусковые установки, ракетные двигатели, боеголовки и взрыватели. Это оружие заполняет пробел между системами Hydra 70 и AGM-114 Hellfire и обеспечивает экономичный метод поражения легкобронированных точечных целей. APKWS — единственная зарегистрированная программа правительства США по полуактивной ракете калибра 2,75 дюйма (70 мм) с лазерным наведением. Он превращает неуправляемую ракету Hydra 70 в высокоточный боеприпас за счет добавления разработанного BAE Systems блока наведения в среднюю часть корпуса.
Также APKWS был успешно испытан в учениях с боевой стрельбой с неуправляемой ракетой Forges de Zeebrugge, превратив её в высокоточный боеприпас и продемонстрировав, что технология может использоваться на других типах ракет, кроме Hydra 70.

## Конструкция
Победителем тендера на контракт APKWS II стала команда BAE Systems, Northrop Grumman и General Dynamics, обойдя предложения Lockheed Martin и Raytheon Systems.
APKWS II использует технологию полуактивного лазерного самонаведения с распределенной апертурой (англ: Distributed Aperture Semi-Active Laser Seeker (DASALS)). Эта система позволяет размещать лазерную головку самонаведения на передней кромке каждого из передних рулей управления. Головки работают синхронно, как если бы они были одной головкой самонаведения. Такая конфигурация позволяет использовать существующие боеголовки системы Hydra 70 без необходимости установки лазерной головки самонаведения (ГСН) в носовой части ракеты.
В состав комплекса APKWS II входят пусковая платформа, ракеты, оснащенные среднефюзеляжным блоком наведения WGU-59/B, удлиненная 7-трубная ракетная установка LAU-68 F/A, прицельная метка SCS 7 (не требуется для боевых вертолётов), а также комплекты для хранения ракет Fastpack PA-140 и CNU-711/E для комплектов наведения соответственно. Блок наведения в средней части тела WGU-59 / B оснащен инерциальной системой управления и оптической ГСН DASALS, которая раскрывается через 0,5 секунды после запуска и крепится между ракетным двигателем Mk 66 Mod 4, боевой частью и взрывателем, что увеличивает длину ракеты Hydra на 47 см и вес на 4,1 кг. Дальность стрельбы составляет 1100-5000 метров. Максимальная дальность ограничена использованием существующего двигателя Hydra 70, но, поскольку прицел может видеть на расстоянии до 14 км, более мощный двигатель может увеличить дальность полета при сохранении точности. Nammo работает над модифицированной ракетой, двигатель которой может увеличить дальность полёта до 12-15 км.
С конца 2021 года за счёт обновления программного обеспечения APKWS дальность полета увеличилась на 30 % за счет оптимизированной траектории полета для поражения целей с более крутым углом атаки, а также аттестуется как на самолётах, так и на вертолетах в одном варианте.
В июне 2021 года BAE успешно протестировала APKWS в роли противодействия беспилотным авиационным системам (C-UAS). Ракета с APKWS была оснащена неконтактным взрывателем и уничтожила БПЛА класса 2. Неконтактный взрыватель позволяет перехватывать БПЛА с меньшими затратами, чем другие методы, а благодаря лазерному наведению ракеты, которое активируется при запуске, не требуется захват цели перед запуском.

## Тактико-технические характеристики
- Длина: 1,87 м
- Диаметр: 70 мм
- Размах крыла: 24,3 см
- Вес: 15 кг
- Скорость: 1000 м/с (3600 км/ч; 2,9 Маха)
- Дальность: 1100-5000 м при пуске с вертолёта; 2-11 км при пуске с самолёта
- Наведение: полуактивное лазерное.
- Круговое вероятное отклонение: <0,5 метра
- Двигатель: существующие двигатели Hydra 70
- Боеголовка: существующая боеголовка Hydra 70[10]

## Алгоритм работы
Первоначальный вывод ракеты в точку прицеливания осуществляется инерциальной системой управления. Лазерная ГСН подключается к управлению после снижения угловой скорости вращения ракеты с 40 до 1—2 об/с. В связи с этим для стабилизации положения аппаратуры системы наведения относительно продольной оси ракеты используется специальная антиротационная переходная муфта, которая компенсирует вращение корпуса и обеспечивает стабильную работу бортового оборудования.
Сигнал от четырёх оптических приемников лазерного излучения на передних кромках оперения передаётся по светодиодам на ГСН ракеты. Подсветка цели осуществляется штатными лазерными дальномерами-целеуказателями летательного аппарата-носителя либо наводчиками с земли.

## Носители
- Вертолёты:[12]
  - UH-1Y Venom[13]
  - AH-1W SuperCobra
  - AH-1Z Viper
  - Bell 407GT
  - AH-64 Apache[14]
  - Eurocopter Tiger
  - MH-60S/R Seahawk[15]
- Самолёты
  - AV-8B Harrier II[16]
  - OV-10 Bronco[17]
  - F-16 Fighting Falcon[18]
  - A-10 Thunderbolt II[19][20]
- Планируемые вертолёты[21]
  - MQ-8 Fire Scout
  - OH-58 Kiowa (company funded)
  - V-22 Osprey[22]
  - AH-6 Little Bird[20]
- Планируемые самолёты[21]
  - A-29 Super Tucano[23]
  - F/A-18 Hornet[24]
  - CN-235

## См также
JDAM

M1156